# Ecce Homo (obraz Adama Chmielowskiego)
Ecce Homo – nieukończony obraz olejny autorstwa Adama Chmielowskiego przedstawiający ubiczowanego Chrystusa.

## Historia obrazu
Według relacji Leona Wyczółkowskiego obraz zaczął powstawać w 1879 w kościele św. Ducha we Lwowie. Potem przez wiele lat towarzyszył Chmielowskiemu, przed 1904 został podarowany przez artystę arcybiskupowi większemu Lwowa obrządku greckokatolickiego Andrzejowi Szeptyckiemu. Sam Chmielowski wspominał po latach "obszedłem się z tym obrazem jak partacz ostatni, lecz tak mnie molestował ksiądz Metropolita, że aby mieć spokój dokończyłem go po rzemieślniczemu".
Do obrazu pozował Bolesław Krzyżanowski, kuzyn Chmielowskiego. W 1941 arcybiskup Szeptycki podarował go do stworzonego przez siebie unickiego muzeum archidiecezjalnego. W 1946 eksponaty z tego muzeum włączono do Galerii Sztuki Ukraińskiej, ale obraz Ecce Homo jako religijny, nieużyteczny powędrował do magazynów.
W latach 60. XX w. rozpoznała go w magazynie polskich zabytków na przedmieściach Kijowa siostra wychowanka sióstr Albertynek Olga Moskalewicz i rozpoczęły się pertraktacje na temat jego odzyskania. Wyszukano w krakowskiej Desie obraz Iwana Trusza, ukraińskiego malarza Pejzaż nadmorski i po kilku latach starań w zamian za ten obraz otrzymano płótno Chmielowskiego. W 1976 r. albertynki pisały do radzieckiego Ministerstwa Kultury i Sztuki list w sprawie wymiany obrazów. Wymiana ta doszła do skutku dopiero 20 lipca 1978 r. Odzyskany obraz został przewieziony przez delegatkę polskiego ministerstwa, Jarosławę Szczepańską do klasztoru sióstr albertynek w Przemyślu, a 21 lipca 1978 r. biskup Albin Małysiak i siostry wprowadzili go uroczyście do Domu Generalnego Zgromadzenia Sióstr Albertynek w Krakowie na Prądniku Czerwonym (ul. Woronicza 10). 3 marca 1979 oddano go do konserwacji, którą przeprowadziła Irena Dąbrowska. Ostateczne miejsce przeznaczenia znalazł obraz 17 czerwca 1985 w ołtarzu kościoła – sanktuarium Brata Alberta w Krakowie przy ulicy Woronicza 10.

## Opis
Płótno o wymiarach 146 × 96,5 cm. Chrystus namalowany w półpostaci, okryty szkarłatną szatą z cierniową koroną na głowie, trzciną w ręce i splątanym sznurem na szyi. Ukazany został na tle antycznej architektury rozjaśnionej światłem wydobywającym się zza filara, które tworzy nimb wokół jego głowy. Twarz Chrystusa pociągła z lekkim zarostem, zbroczona krwią wypływającą spod cierniowej korony, powieki przymknięte. Opadająca z ramion czerwona szata tworzy na ubiczowanej piersi Jezusa olbrzymie serce.
Obraz ten jest uważany za najlepsze dzieło w dorobku artystycznym Adama Chmielowskiego, jak również uchodzi za jeden z najlepszych obrazów religijnych w sztuce polskiej.